# وست ماورلند (کالیفرنیا)
وست ماورلند (به انگلیسی: Westmorland) شهری در شهرستان ایمپریال ایالت کالیفرنیا است که در سرشماری سال ۲۰۱۰ میلادی، ۲۲۲۵ نفر جمعیت داشته است.